# Rijksdienst voor het Nationale Plan
De Rijksdienst voor het Nationale Plan was een Nederlandse rijksdienst die tussen 1941 en 1965 heeft bestaan.

## Geschiedenis
In 1938 werd een staatscommissie ingesteld die moest nagaan in hoeverre de Woningwet van 1901 nog voldeed. De commissie gaf in haar eindrapport  van 1940 aan dat er behoefte was aan een nationale regeling voor stedenbouw en adviseerde deze aan de wet toe te voegen. Deze regeling werd aangeduid als nationaal plan: "Een algemeen plan, dat de bestemming aangeeft van den Nederlandschen bodem en dat ten doel heeft een harmonische ontwikkeling van het oppervlak van ons vaderland langs vooraf uitgebakende lijnen te bevorderen".
De Duitse bezetter besloot in 1941 een centrale organisatie voor de ruimtelijke ordening in te stellen. Dit werd de Rijksdienst voor het Nationale Plan, ondergebracht bij het departement van Binnenlandse Zaken. De dienst was belast met de "ruimtelijke ordening der nationale belangen, het toezicht op de ruimtelijke ordening der streekbelangen en gemeentelijke belangen en het onderzoek, dat als basis voor deze ordening zal dienen".
Eerste directeur van de dienst werd in 1941 dr.ir. Frits Bakker Schut (1903-1966), onder de secretaris-generaal mr. K.J. Frederiks.

## Werkzaamheden
De Rijksdienst heeft vorm gegeven aan het Nederlandse overheidsbeleid op het gebied van de Ruimtelijke Ordening. 
Met betrekking tot het nog prille beleid inzake de natuurbescherming heeft onder meer de opstelling van lijsten van te beschermen gebieden een belangrijke rol gespeeld.

## Opvolging
Na het in werking treden van de Wet op de Ruimtelijke Ordening (WRO) (1965) werd de dienst in 1966 omgedoopt tot Rijksplanologische Dienst (RPD).